# Nova Akropola
Nova Akropola (со словен. — «Новый Акрополь») — второй студийный альбом словенской индастриал-группы Laibach, вышедший в 1985 году.
Nova Akropola записан на трёх студиях: Metropolis Studio, Oasis Studio и Guerilla Studio. Переиздан в 2002 году как CD-Extra с клипом на песню «Država».

## Список композиций
1. «Vier Personen» (Четыре персоны) — 5:26. Исполняет Яни Новак.
2. «Nova akropola» (Новый акрополь) — 6:55. Исполняют Яни Новак, Милан Фрас, Деян Кнез.
3. «Krvava gruda — plodna zemlja» (Кровавая груда — плодородная земля) — 4:07. Исполняют Яни Новак, Милан Фрас, Деян Кнез.
4. «Vojna poema» (Война поэмы) — 3:12. Исполняет Яни Новак.
5. «Ti, ki izzivaš (Outro)» (Те, кто осмеливаются) — 1:20. Автор оригинала — Бернард Херрманн.
6. «Die Liebe» (Любовь) — 4:26. Исполняет Милан Фрас.
7. «Država» (Государства) — 4:19. Исполняет Яни Новак.
8. «Vade Retro» (Отойди от меня) — 4:33. Исполняет Деян Кнез.
9. «Panorama» (Панорама) — 4:52. Оригинал — «Планеты», часть первая (Марс). Автор оригинала — Густав Холст. Исполняют Яни Новак, Милан Фрас, Деян Кнез.
10. «Decree» (Декрет) — 6:41. Исполняют Яни Новак, Милан Фрас, Деян Кнез.